# River Gillon
Der River Gillon ist ein Fluss an der Westküste von Dominica im Parish Saint George.

## Geographie
Der River Gillon entspringt mit zwei Hauptquellbächen am westlichen Hang des Morne Anglais, hart an der Grenze zum Parish Saint Patrick. Der nördliche Quellbach entsteht im Paradis (Berlin Estate, ⊙, 1000 m). Nach ca. einem Kilometer und einem Gefälle über ca. 500 Höhenmeter vereinigen sich die beiden Hauptbäche, die selbst noch zahlreiche kleine Zuflüsse erhalten. Der Fluss verläuft nach Westen und durchquert im Tiefland La Haut Estate, wo er aus Gommier Stewart Estate noch einen größeren uufluss von rechts und Norden erhält und mündet bald darauf zwischen Mardrel und Wallhouse (Gillon), etwa 100 m nördlich eines anderen, unbenannten Flusses, in das Karibische Meer.
Die Quellen entspringen in einem Gebiet, in dem auch Quellflüsse des Geneva River (südlich, im Parish Saint Patrick), sowie Quellbäche der nördlich benachbarten Canari River, und Roseau River (River Claire).